# اعتراضات ۱۴۰۰ اصفهان
تجمع اعتراضی کشاورزان اصفهانی در تاریخ جمعه ۲۸ آبان سال ۱۴۰۰ خورشیدی به‌صورت گسترده و مسالمت‌آمیز بر بستر خشک زاینده‌رود در اعتراض به خشکسالی و قطع حق‌ آبه شکل گرفت. این اعتراضات با استقبال گسترده مردم اصفهان مواجه شد و هزاران نفر در محل تجمع حاضر شدند. این اعتراضات در ابتدا روندی بدون خشونت و آرام داشت اما روز پنج‌شنبه ۰۴ آذر، پس از حمله یگان ویژه به معترضان و کشاورزان اصفهانی در بستر زاینده‌رود و آتش‌زدن چادر آنها، اعتراضات به خشونت کشیده‌شد. در پی فراخوان برای تجمع صبح روز جمعه ۵ آذر سال ۱۴۰۰ خورشیدیاز طرف مردم اصفهان و حضور گسترده مأموران یگان ویژه، لباس شخصی و بسیج و برخوردهای قهری از سوی حکومت درگیری‌ها بالا گرفت و روند آن از اعتراض به بی‌آبی گذر کرد و به اعتراض علیه حاکمیت بدل گشت.

## پیش‌زمینه
عوامل مختلفی مانند خشکی زاینده‌رود، سوءمدیریت بحران آب در ایران و اعتراض به نظام جمهوری اسلامی از جمله دلایل و انگیزه معترضان در اصفهان بوده‌است.
در تابستان سال ۱۴۰۰، آبی منتهی به این سال، بارندگی‌ها در ایران به حدود پنجاه درصد سال پیش، و ۴۰ درصد کمتر از میانگین بلند مدت رسید و یکی از خشک‌ترین سال‌های نیم قرن اخیر ایران را رقم زد. در استان‌هایی مانند هرمزگان، سیستان و بلوچستان، فارس، کرمان، خراسان رضوی و خراسان جنوبی کمبود بارش‌ها بین ۵۰ تا ۸۵ درصد گزارش شده‌است. از سویی دیگر در غرب و جنوب غرب کشور در استان‌های کردستان، کرمانشاه، ایلام، لرستان و چهارمحال و بختیاری نیز کاهش بارش‌ها کاملاً محسوس است. همچنین دمای هوا در بهار ۱۴۰۰ حدود دو تا سه درجه بیشتر از میانگین بلند مدت کشور بوده‌است. این خشکسالی موجب ایجاد بحران‌هایی در تهیه آب آشامیدنی، تولید محصولات کشاورزی و تولید برق در ایران شده‌است.

## روند
اعتراضات در ۲۸ آبان ۱۴۰۰ و با تجمع چندهزار نفری مردم بر بستر خشک زاینده رود آغاز شد. مطالبهٔ آن‌ها تأمین حق‌ آبه کشاورزان و جاری شدن دوباره آب در زاینده‌رود بود. بنا بود در ساعت ۹ صبح جمعه ۵ آذر تجمعی دیگر در همان محل قبلی ترتیب داده شود، اما در بامداد ۴ آذر مأموران با پیش‌دستی چادر کشاورزانی که در بستر زاینده رود تحصن کرده بودند را در تاریکی شب به آتش کشیدند همچنین نهادهای قضایی گزارش‌هایی مبنی بر بازداشت افرادی در رابطه با تجمع را منتشر کردند. خبرگزاری‌های داخل ایران به نقل از مقامات حکومت مدعی بودند که مسئولان با کشاورزان به توافق رسیده‌اند تا اعتراضاتشان را خاتمه دهند. هم‌زمان نهادهای امنیتی با ارسال پیامک انبوه به شهروندان آن‌ها را از حضور در اعتراضات بر حذر می‌داشتند.
در ۵ آذر یگان ویژه و لباس شخصی‌ها تلاش کردند تا مانع از حضور مردم در بستر زاینده رود شوند و برای جلوگیری از شکل‌گیری تجمعی دیگر در بستر رودخانه اقدام به شلیک مستقیم گاز اشک آور میان انبوه جمعیت کردند. مردم برای مقابله به سوی نیروهای امنیتی سنگ پرتاب کردند. در نتیجه این ممانعت‌ها و برخوردهای خشونت‌آمیز، اعتراضات عملاً به خیابان کشیده شد؛ مردم علیه حکومت شعارهای اعتراضی سر دادند و پس از آن در نتیجه برخوردهای قهری شدید از سوی نیروهای امنیتی، چندین تن از شهروندان که بعضاً افراد مسن بودند دچار جراحات شدید و خون‌ریزی شدند. گزارش‌ها و ویدئوهایی در شبکه‌های اجتماعی منتشر شده که شلیک مستقیم نیروهای امنیتی به سوی مردم و مجروح شدن برخی معترضان با گلوله‌های ساچمه‌ای را نشان می‌دهد. اعتراضات در طول شب هم به‌صورت پراکنده ادامه داشت و معترضان در خیابان حضور داشتند، در برخی گزارش‌های مردمی خبر از عدم پذیرش مردم زخمی ناشی از تیراندازی‌ها در بیمارستان زیار اصفهان دادند. در تاریخ ۶ آذر، نورالدین سلطانیان، سخنگوی دانشگاه علوم پزشکی اصفهان گفت ۱۹ نفر از معترضان از ناحیه چشم آسیب دیده‌اند و بستری شدند.

### قطع شبکه‌های ارتباطی
در پی اعتراضات جمعه ۶ آذر اینترنت همراه در اصفهان قطع و حتی تماس تلفنی با اختلال مواجه شد. همچنین شبکه ارتباطی در دیگر استان‌ها همچون خوزستان نیز با اختلال مواجه شد. در ۵ آذر، نت‌بلاکس با انتشار توئیتی کاهش سرعت ایران در بخش‌هایی از ایران مانند اصفهان را تأیید کرد و گفت این روند همچنین ادامه دارد. بنابر این گزارش، اپراتورهای همراه ایرانسل و همراه اول در اصفهان قطع شده و «کاربران امکان استفاده از آن را ندارند». همزمان در اهواز نیز اختلال اینترنت گزارش شده‌است.

### تخریب خط لوله انتقال آب به یزد
در بامداد ۵ آذر و برای بار چهارم در دو هفتهٔ گذشته، شماری از کشاورزان در اقدامی اعتراضی خط لولهٔ انتقال آب به یزد را با لودر تخریب کردند. این اقدام منجر به قطع شدن آب نقاطی در شهر یزد و بروز مشکلات عدیده برای شهروندان گردید. در شب جمعه ۶ آذر تعدادی از ساکنان روستای رحیم‌آباد بر سر وصل شدن دوباره آب این خط لوله با مأموران درگیر و زخمی شدند.

### شعارها
- به اصفهان نفس بده، زاینده رود رو پس بده[۳۰]
- اصفهانی باغیرت، حمایت، حمایت[۱۹]
- هموطن به‌پاخیز، ایران فلسطین شده[۱۹]
- تا آب نیاد تو رود خانه، برنمی‌گردیم به خانه[۱۹]
- مرگ بر دیکتاتور[۲۵]
- رضاشاه روحت شاد
- مرگ بر خامنه‌ای
- باباخون داد
- نیروی انتظامی حمایت حمایت
- زاینده رود من کو؟
- دشمن ما همینجاست دروغ میگن آمریکاست
- رضا شاه کجایی، به داد ما بیایی[۳۱]
- این همه سال جنایت، مرگ بر این ولایت[۳۱]
- مرگ بر اصل ولایت فقیه[۳۱]
- این همه لشکر آمده، به جنگ رهبر آمده[۳۱]
- شاهنشاه روحت شاد[۳۱]

## برخورد
بیش از ۱۲۰ معترض در جریان اعتراضات روز جمعه ۶ آذر بازداشت شدند. سازمان حقوق بشر ایران، گزارش کرد که سه نفر در ارتباط با اعتراضات به سردخانه بهداری زندان منتقل شده‌اند و ظن کشته‌شدنشان در اعتراضات را مطرح کرد، دانشگاه علوم پزشکی اصفهان، کشته شدن افراد در جریان اعتراضات را نپذیرفت و حال ۲ تن را بدخیم دانست و خبر از ۱۹ مورد آسیب چشمی در جریان اعتراضات داد، سخنگوی این نهاد به دلیل معذوریت انتشار آمار دقیق مصدومان را ممکن ندانست. در تصاویر منتشر شده اثرات زخم گلوله‌های ساچمه‌ای بر بدن بسیاری از شهروندان مشهود است.

## انشعاب‌ها
به دنبال اعتراضات مردم اصفهان، مردم چهارمحال بختیاری با مطالبات مشابه دست به تظاهرات زدند.

## واکنش‌ها
در ایران :
در پی استفاده گسترده نیروهای امنیتی و انتظامی از تفنگ ساچمه‌ای برای سرکوب اعتراضات کشاورزان اصفهانی و شهروندان حامی مطالبات آنان و پخش تصاویری از چشمان آسیب دیده این معترضان، شماری از شهروندان در شبکه‌های اجتماعی به حمایت از آنان برخاستند. این شهروندان با انتشار تصاویری از خود در حالی که یک چشم خود را پوشانده‌اند به خشونت نیروهای امنیتی در سرکوب معترضان و استفاده از سلاح‌هایی چون تفنگ ساچمه‌ای که باعث آسیب جبران ناپذیر به چشم می‌شود، اعتراض کرده و با معترضان مجروح اعلام همبستگی کردند.
- برخی ائمه جمعه[۳۷] و رسانه‌های داخل ایران و وابسته به جمهوری اسلامی اعتراضات را به نیروهای خودسر، ارازل اوباش[۳۷] و سازمان‌های امنیتی خارجی وصل کردند.
- روزنامه کیهان در مطالب خود در ۶ آذر معترضان را «پهلوان‌پنبه»، «اراذل اجاره‌ای» و «عناصر فرصت‌طلب و ضدانقلاب» خواند و با اشاره به اعتراضات آبان ۹۸، نوشت «فعال شدن دیگرباره این آشوبگران مستلزم برخورد انتظامی و قضایی قاطعانه‌تری است.»[۳۸]
- سخنگوی نیروهای مسلح، ابوالفضل شکارچی در سخنرانی‌ای گفت: «دشمن یک خیال باطل دارد که مردم جمهوری اسلامی به نظام پشت کردند و مسئولین‌شان را قبول ندارند و به دنبال تغییر نظام هستند و از نظام جمهوری اسلامی خسته شده‌اند.»[۳۹]
- غلامحسین محسنی اژه‌ای، رئیس کل قوه قضاییه در واکنش به اعتراضات به کم‌آبی در استان‌ها گفت «مردم مطالبات به حقی دارند و سعی می‌کنند اجازه ندهند دشمن به صفوف آن‌ها وارد شود» و همچنین افزود «اگر افراد فریب خورده امنیت مردم را به هم بزنند، نیروهای نظامی، امنیتی و انتظامی برخورد کنند.»[۴۰] او همچنین باور داشت که «افراد غافل یا بدخواه و اشخاص وابسته به خارج» در اعتراضات اخیر «موج‌سواری» کردند و در تلاش بودند «آرامش و امنیت مردم را به هم بزنند».[۴۱]
- یوسف طباطبایی‌نژاد، امام جمعه اصفهان در مصاحبه‌ای به وبگاه جماران گفت «اگر بارندگی نشود تا دو، سه ماه آینده آب آشامیدنی اصفهان هم باید قطع شود» و پیرامون پوشش اعتراضات توسط صدا و سیما اظهار داشت: «به نظر من صداوسیما در نشان دادن این وقایع کار بسیار خوبی کرد.»[۴۲]

 خارج از ایران:
- رضا پهلوی با دعوت مردم به اتحاد، افراد را از تفرقه برحذر داشت.[۴۳]

بین‌المللی:
- سازمان عفو بین‌الملل و گزارشگران بدون مرز[۲۷] برخوردهای خشونت‌آمیز و قطع اینترنت را محکوم کردند.[۲۵]
- مایک پمپئو، وزیر خارجه پیشین ایالات متحده آمریکا، در توییتر نسبت به اعتراضات واکنش نشان داد و مأموران امنیتی را «اوباش خامنه‌ای» نامید که «در آبان ۹۸ دست به کشتار ۱۵۰۰ نفر زدند و امروز در اصفهان به مردم به جرم تشنه بودن با خونسردی شلیک کردند.»[۴۴]
- ند پرایس، سخنگوی وزارت خارجه آمریکا در توییتی از «سرکوب خشونت‌آمیز معترضان مسالمت‌جو» در اصفهان عمیقاً ابراز نگرانی کرد و نوشت: «مردم ایران حق دارند ناامیدی خود را ابراز کنند و دولت خود را پاسخگو بدانند.»[۴۵]
- جیم بنکس، نماینده جمهوری‌خواه در واکنش به اعتراضات اصفهان در توییتر نوشت: «اگرچه بایدن برای احیای توافق اتمی مشتاق ایستادن در کنار رژیم بی‌رحم ایران است، آمریکایی‌ها باید در کنار ایرانیان آزادی‌خواه بایستند تا از مبارزه آنها برای آزادی علیه ظلم حمایت کنند.»[۴۶]

## نوشتارهای وابسته
- بحران آب در ایران
- مخالفت با نظام جمهوری اسلامی در ایران
- فرونشست زمین در ایران
- اعتراضات ۱۴۰۰ ایران
- اعتراضات ۱۴۰۱ خوزستان
- اعتراضات ۱۴۰۱ ایران